# Mari-Leena Talvitie
Mari-Leena Talvitie, född 11 juni 1980 i Vasa, är en finländsk politiker (samlingspartist). Hon är ledamot av Finlands riksdag sedan 2015 samt Finlands forsknings- och kulturminister sedan 2025.
Talvitie blev invald i riksdagen i valet 2015 med 4 556 röster från Uleåborgs valkrets.

## Utmärkelser
- Riddartecknet av I klass av Finlands Lejons orden,  6 december 2023[2]

[Redigera Wikidata]